# Rhinocricus entypus
Rhinocricus entypus är en mångfotingart som beskrevs av Chamberlin 1955. Rhinocricus entypus ingår i släktet Rhinocricus och familjen Rhinocricidae. Inga underarter finns listade i Catalogue of Life.